# سنگ‌چین (شیروان)
سنگ چین روستایی در دهستان گلیان بخش مرکزی شهرستان شیروان استان خراسان شمالی ایران است.

## جمعیت
بر پایه سرشماری عمومی نفوس و مسکن در سال ۱۳۹۵ جمعیت این مکان ۱۸۱ نفر (۴۸خانوار) بوده‌است.